# 正官庄

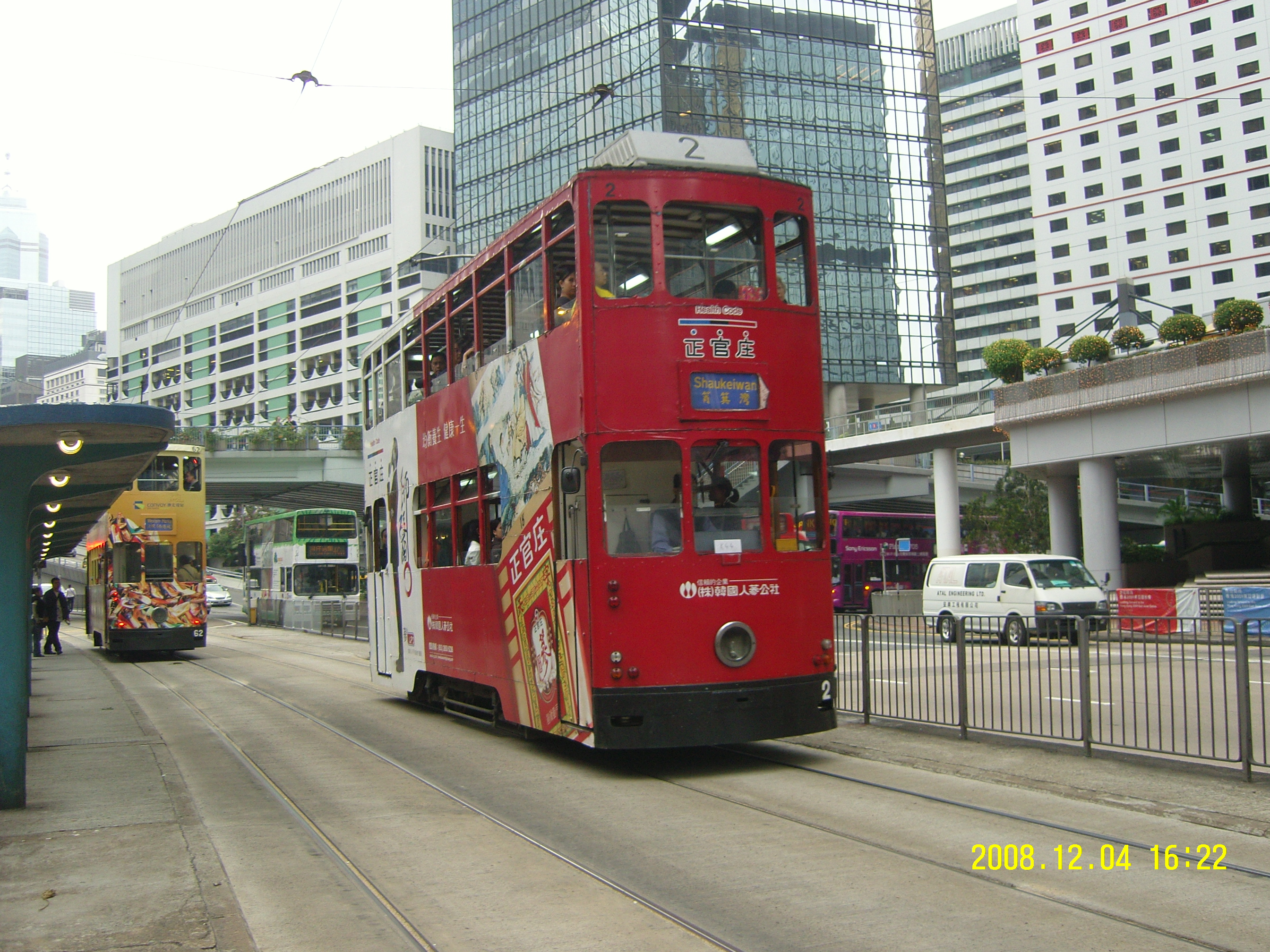
香港電車車身廣告

正官庄（韓語：정관장），是由韓國政府全資附屬公司「韓國人蔘公社（韩语：／ Hanguk Insam Gongsa，KGC）」製造的人蔘品牌。

## 歷史
1899年於韓國宮內府內藏院設置「參政課」；1908年韓國官方實施人參專賣法。至1948年，更名為「大韓民國財務部專賣局鹽參課」；1952年，升級為專賣廳。
在以前，韓國的人蔘都是採自深山或人煙罕至的古林，所以被稱為野蔘或山蔘，由於具有非常好的養生功效，常作為進獻給朝廷的貢品。且在之後與鄰國進行貿易時，成為主要的出口商品，尤其到了「高麗王朝」時，這種現象更是達到了巔峰，這也是韓國出產的人蔘被稱為「高麗蔘」的由來。
從那時起，國家財務局頒布人蔘專賣法，政府一手掌握了買賣人蔘的權力。不過許多人仍然私下種植並販賣，一時之間市場上充斥著品質參差不齊的人蔘，日治朝鮮當局為區分官方製作與私製的人蔘，於1940年啟用「正官庄」的商標，開始在包裝上使用「正官庄」的標誌。表示出產的人蔘品質皆由國家所保證。也就是現在的正官庄名稱之由來。

### 韩国人参丸事件
1998年-2001年，KGC在中国大肠癌发病率高的海宁市开展了一次为期3年的临床实验，目的是确定新产品“人参丸”（KGC称含0.4毫克人参提取物）是否能预防大肠癌。“人参丸”的告知书中提到可能导致血压升高，出现高血压应停药，高血压患者也禁止参与。但是海宁一位叫做沈新连的农妇不识字，在未告知清楚的情况下就被马桥卫生院参与实验，并且当时就已经血压偏高；之后她出现收缩压超过230 mmHg（9.1 inHg）的高血压危象，卫生院也没有建议她停药。沈新连之后情况恶化到不能下床，2004年2月23日死于尿毒症。家属将试药机构告上法庭，但因为不能证明因果关系而败诉。由于一系列类似的临床实验事故，中国在2003年和2004年强化了临床实验的立法。
该试验由浙江医科大学肿瘤研究所进行。另外还同时进行了一项胃癌预防试验。1999年的一篇期刊文章提到了这两项正在进行的试验，不过韩方机构的名称不是KGC，而是“韩国补充和替代医学研究所”。